# Metropolregion Lissabon
Die Metropolregion Lissabon ist eine portugiesische Metropolregion im südlichen Zentrum des Landes und die einzige Subregion der Region Lissabon, mit der sie territorial identisch ist. Im Jahr 2021 verzeichnete die Metropolregion 2.870.770 Einwohner, was sie zur bevölkerungsreichsten Subregion des Landes macht, und eine Bevölkerungsdichte von 957 Einwohnern pro km². Die Region hat eine Fläche von 3.001 km², die sich in 18 Kreise und 118 Gemeinden unterteilen lässt. Die Hauptstadt der Region ist die Stadt Lissabon, mit 544.851 Einwohnern in der gesamten Gemeinde und im Stadtgebiet, was sie zur größten Stadt der Region und des Landes macht. Sie grenzt im Norden an die Subregion Oeste, im Nordosten an die Subregion Lezíria do Tejo, im Osten an die Subregion Alentejo Central, im Süden an die Subregion Alentejo Litoral und im Westen an den Atlantischen Ozean.
Mit einer Fläche von 3.001 km² ist es das größte urbane Gebiet des Landes und das zehntgrößte in der Europäischen Union. Die Metropolregion Lissabon entstand erst 1991 durch ein Gesetz, das den Verwaltungsbedarf städtischer Gebiete mit hoher Bevölkerungsdichte erleichterte, und ist heute eine Einrichtung mit assoziativem Charakter, die die Verfolgung gemeinsamer Interessen der einzelnen Mitgliedskreise in den unterschiedlichsten Bereichen fördert.

## Geschichte
Die Metropolregion Lissabon hat seine Vorläufer in verschiedenen Verwaltungsstrukturen, von denen die älteste und umfassendste das Alfoz war, das später Termo genannt wurde und sich auf die Außenbezirke einer Stadt bezog, von denen sie defensiv und wirtschaftlich abhängig war. Diese Art der Organisation existiert seit dem Mittelalter und hat ihren Ursprung in den römischen Verwaltungseinheiten. Die ersten Beschreibungen, die sich auf den Begriff Lissabon beziehen, stammen aus dem 8. Jahrhundert, aus der Regierungszeit von Abd ar-Rahman III.
In der Region Lissabon gab es im 12. Jahrhundert vier große Verwaltungseinheiten: Lissabon, Sintra, Almada und Palmela, mit ihren jeweiligen Bezeichnungen. Der Begriff Lissabon umfasste die Gebiete zwischen Sobral de Monte Agraço im Norden und Oeiras im Westen. Die darauf folgende demographische, wirtschaftliche und soziale Entwicklung führte dazu, dass diese Einheiten in kleinere Grafschaften zersplitterten, mit einer Ausnahme im Jahr 1384/1385, als die Gebiete und Orte zwischen Torres Vedras und Sintra sowie von Alenquer bis zur Hauptstadt auf Anordnung von D. João I. vorübergehend an Lissabon angegliedert wurden, „als Entschädigung für die Dienste der lokalen Behörden“. João I., „als Belohnung für die der Nation und dem Königtum geleisteten Dienste“, und umfasste damit den größten Teil des heutigen Distrikt Lissabon:

## Wirtschaft
Die Metropolregion Lissabon ist die Region mit der höchsten Unternehmenskonzentration in Portugal, was durch die hohe Bevölkerungsdichte und das höhere Pro-Kopf-BIP im Vergleich zum Rest des Landes ermöglicht wird, wodurch er sich als wichtiger Verbraucherpol erweist, der die Ausweitung verschiedener Wirtschaftstätigkeiten ermöglicht. Auch aus diesem Grund gibt es Unternehmen, deren durchschnittliche Größe über dem nationalen Durchschnitt liegt, mit einem großen Anteil an Unternehmen mit mehr als 500 Mitarbeitern. Diese Unternehmen siedeln sich auf unterschiedliche Weise in den Stadtbezirken an: im Falle der Industrieunternehmen ist dies auf die Erreichbarkeit zurückzuführen, in anderen auf die symbolische Bedeutung von Standorten in prestigeträchtigen Bereichen der Innenstadt, in wieder anderen auf die neue interne und externe Erreichbarkeit (Autobahnen, multimodale Korridore, Flughafen) und schließlich auf die Nähe zu anderen Unternehmen und anderen Arten von ergänzenden Einrichtungen. In Lissabon bedeutet dies in geografischer Hinsicht die Verteilung der Unternehmen nach Gemeinden, die verschiedene Achsen bilden:
- neues Tertiärzentrum von Lissabon (Amoreiras/Avenidas Novas);
- Der östliche Teil Lissabons, vom Flughafen bis zum Flussufer;
- Autobahnen nach Lissabon: Cascais (A5); Westen (A8); Norden (A1); Süden (A2)

## Einwohner
Laut der Volkszählung von 2021 hat die Metropolregion Lissabon insgesamt 2.871.133 Einwohner, was einem Wachstum von 1,7 % gegenüber der Volkszählung von 2011 entspricht und eine höhere Rate als im Land darstellt. Die größten Veränderungen gab es in den Kreisen Mafra (+12,8 %), Palmela (+9,6 %), Alcochete (+9,0 %), Montijo (+8,8 %) und Sesimbra (+6,0 %), während Oeiras (−0,2 %), Barreiro (−0,5 %), Lissabon (−1,4 %) und Amadora (−2,0 %) einen Bevölkerungsverlust zu verzeichnen hatten.
Das Wachstumstempo der Metropolregion im ersten Jahrzehnt des 21. Jahrhunderts ist das Ergebnis der seit mehreren Jahrzehnten andauernden Verlangsamung und folgt auf eine für große europäische Ballungsräume typische Stabilisierung des Bevölkerungswachstums. Dies steht im Gegensatz zu den sehr hohen Zahlen der 1960er und 1970er Jahre (+69,9 % in 21 Jahren), die auf die Landflucht und die Rückkehr der portugiesischen Diaspora aus den ehemaligen Kolonien zurückzuführen sind. Wenn also 1960 die Bevölkerung der Metropolregion Lissabon nur ein Sechstel der Bevölkerung des gesamten Landes ausmachte, beträgt dieser Anteil heute mehr als ein Viertel. Dieses Bevölkerungswachstum wurde durch die positive Wanderungsbilanz der letzten Jahrzehnte in Portugal (die im gesamten Großraum Lissabon 7,2 % erreichte) unterstützt, während das natürliche Wachstum auf 0,5 % begrenzt war. Die Gebiete mit dem größten demografischen Gewicht in der Metropolregion Lissabon waren die am dichtesten besiedelten und die am dichtesten bevölkert.
Die Gebiete mit dem höchsten demografischen Gewicht am Nordufer entsprechen den ältesten Wohngebieten der Stadt Lissabon und den Wohngebieten, die entlang der von Lissabon ausgehenden Straßenachsen liegen. Am Südufer kommen sie vor allem am Ufer des Tejo vor. Zwischen 2001 und 2011 wurden die größten Bevölkerungszuwächse in den Gebieten verzeichnet, die von einer verbesserten Verkehrsanbindung profitieren, wie die Kreise Oeiras und Cascais (dank der A5) sowie die Verbindungen zu den Kreisen von Sintra, die Verbindung nach Mafra (dank der A8) und die Vasco da Gama-Brücke, die sich besonders auf die demografische Entwicklung und die Entwicklung des Wohnungsmarktes in Montijo und Alcochete auswirkt. Auch in den Kreisen Sesimbra, Setúbal und Palmela ist ein Wachstum zu verzeichnen, das durch die Verfügbarkeit von preiswertem Wohnraum motiviert ist. Neben diesen Faktoren gibt es drei weitere, die den demografischen und sozioökonomischen Wandel in der Metropolregion erklären: die Alterung der Bevölkerung, die Verbesserung des Bildungsniveaus und die Veränderungen in der baulichen Umwelt.

### Kreise
Die Metropolregion Lissabon besteht aus 18 Kreisen, die sich in 118 Gemeinden aufteilen lassen:
| Kreis               | Anzahl Gemeinden | Einwohner | Einwohner | Bilanz  |
| Kreis               | Anzahl Gemeinden | 2011      | 2021      | Bilanz  |
| ------------------- | ---------------- | --------- | --------- | ------- |
| Alcochete           | 3                | 017.569   | 019.148   | 0+9,0 % |
| Almada              | 5                | 174.030   | 177.400   | 0+1,9 % |
| Amadora             | 6                | 175.136   | 171.719   | 0−2,0 % |
| Barreiro            | 4                | 078.764   | 078.362   | 0−0,5 % |
| Cascais             | 4                | 206.479   | 214.134   | 0+3,7 % |
| Lissabon            | 24               | 552.700   | 544.851   | 0−1,4 % |
| Loures              | 10               | 199.494   | 201.646   | 0+1,1 % |
| Mafra               | 11               | 076.685   | 086.523   | +12,8 % |
| Moita               | 4                | 066.029   | 066.326   | 0+0,4 % |
| Montijo             | 5                | 051.222   | 055.732   | 0+8,8 % |
| Odivelas            | 4                | 145.142   | 148.156   | 0+2,1 % |
| Oeiras              | 5                | 172.120   | 171.802   | 0−0,2 % |
| Palmela             | 4                | 062.831   | 068.879   | 0+9,6 % |
| Seixal              | 4                | 158.269   | 166.693   | 0+5,3 % |
| Sesimbra            | 3                | 049.500   | 052.465   | 0+6,0 % |
| Setúbal             | 5                | 121.185   | 123.684   | 0+2,1 % |
| Sintra              | 11               | 377.385   | 385.954   | 0+2,1 % |
| Vila Franca de Xira | 6                | 136.886   | 137.659   | 0+0,6 % |
| 18 Kreise           | 118 Gemeinden    | 2.821.426 | 2.870.770 | +0,7 %  |

### Städte
Von den 17 Städten der Metropolregion liegen zehn am Nordufer und die übrigen sieben am Südufer. Vila Franca de Xira ist der Kreis mit den meisten Städten innerhalb des eigenen Kreises (neben ihrem eigenen Sitz, Alverca do Ribatejo und Póvoa de Santa Iria). Dennoch gibt es mehrere Siedlungen, die die Voraussetzungen für die Einstufung als Stadt erfüllen (wie Sintra, Cascais und Oeiras), sich aber aus verschiedenen Gründen für die Beibehaltung ihres derzeitigen Status entschieden haben.
| Stadt               | Kreis               | Einwohner | Einwohner |
| Stadt               | Kreis               | 2011      | 2021      |
| ------------------- | ------------------- | --------- | --------- |
| Lissabon            | Lissabon            | 552.700   | 544.851   |
| Amadora             | Amadora             | 175.136   | 171.179   |
| Queluz              | Sintra              | 101.256   | 100.228   |
| Setúbal             | Setúbal             | 90.640    | 90.396    |
| Almada              | Almada              | 89.533    | 88.202    |
| Agualva-Cacém       | Sintra              | 79.805    | 81.020    |
| Barreiro            | Barreiro            | 63.637    | 63.119    |
| Odivelas            | Odivelas            | 59.546    | 59.604    |
| Amora               | Seixal              | 48.629    | 49.352    |
| Seixal              | Seixal              | 44.920    | 45.607    |
| Montijo             | Montijo             | 37.111    | 41.411    |
| Póvoa de Santa Iria | Vila Franca de Xira | 40.404    | 40.872    |
| Alverca do Ribatejo | Vila Franca de Xira | 36.120    | 36.470    |
| Sacavém             | Loures              | 24.882    | 24.681    |
| Vila Franca de Xira | Vila Franca de Xira | 18.197    | 18.336    |
| Loures              | Loures              | 12.787    | 14.260    |
| Costa da Caparica   | Almada              | 13.418    | 13.972    |